# هایدوهادهاز
هایدوهادهاز (به مجاری: Hajdúhadház) در هایدو-بیهار در کشور مجارستان واقع شده‌است. جمعیت این شهر ۱۲٫۸۷۲ نفر  است.